# Cornulaca alaschanica
Cornulaca alaschanica là loài thực vật có hoa thuộc họ Dền. Loài này được C.P.Tsien & G.L.Chu mô tả khoa học đầu tiên năm 1978.